# Staatsmeisterschaft von Paraná (Frauenfußball)
Die Staatsmeisterschaft von Paraná für Frauenfußball (portugiesisch Campeonato Paranaense de Futebol Feminino) ist die seit 1998 von der Federação Paranaense de Futebol (FPF) ausgetragene Vereinsmeisterschaft im Frauenfußball des Bundesstaates Paraná in Brasilien.
Über die Staatsmeisterschaft wird seit 2007 die Qualifikation für die Copa do Brasil Feminino und seit 2017 für die brasilianischen Meisterschaft der Frauen entschieden, zuerst für deren zweite Liga (Série A2) und seit 2021 für die dritte Liga (Série A3).

## Meisterschaftshistorie

### Ehrentafel der Gewinner
| 0 | 8 Titel | Foz Cataratas FC (Foz do Iguaçu)                                                 |
| 0 | 5 Titel | Athletico Paranaense                                                             |
| 0 | 4 Titel | Novo Mundo FC (Curitiba)                                                         |
| 0 | 2 Titel | União Ahú FC (Curitiba) CER São José (São José dos Pinheis)                      |
| 0 | 1 Titel | Grêmio Maringá (Maringá) GRESFI (Foz do Iguaçu) Jaborá FC (São José dos Pinheis) |

### Chronologie der Meister
| Saison | Meister                          | Vizemeister                      | Torschützenkönigin                                                                                     |       |
| ------ | -------------------------------- | -------------------------------- | --- | ----- |
| 1998   | União Ahú FC                     | ?                                | ? |       |
| 1999   | União Ahú FC                     | ?                                | ? |       |
| 2000   | Grêmio Maringá                   | ?                                | ? |       |
| 2001   | GRESFI                           | ?                                | ? |       |
| 2002   | Novo Mundo FC                    | GRESFI                           | Adriana (GRESFI; 16)                                                                                   |       |
| 2003   | Novo Mundo FC                    | Colombo FC                       | Elisângela (Colombo FC; 9)                                                                             |       |
| 2004   | Novo Mundo FC                    | CER São José                     | Daiane Moretti (CER São José; 11)                                                                      |       |
| 2005   | CER São José                     | Novo Mundo FC                    | Raquel Percegona (CER São José; 19)                                                                    |       |
| 2006   | CER São José                     | Vila Hauer EC                    | Daiane Moretti (CER São José; 7)                                                                       |       |
| 2007   | Jaborá FC                        | CER São José                     | Daiane Moretti (Jaborá FC; 10)                                                                         |       |
| 2008   | Novo Mundo FC                    | CER São José                     | Taís Abatiá (Novo Mundo FC; 15)                                                                        |       |
| 2009   | Meisterschaft nicht ausgetragen. | Meisterschaft nicht ausgetragen. | Meisterschaft nicht ausgetragen.                                                                       |       |
| 2010   | Foz Cataratas FC                 | Jaborá FC                        | Taliani (Foz Cataratas FC; ?)                                                                          |       |
| 2011   | Foz Cataratas FC                 | Novo Mundo FC                    | ? |       |
| 2012   | Foz Cataratas FC                 | Novo Mundo FC                    | ? |       |
| 2013   | Foz Cataratas FC                 | Foz do Iguaçu FC                 | ? |       |
| 2014   | Foz Cataratas FC                 | Assaí FC                         | Byanca Brasil (Foz Cataratas FC; 6)                                                                    |       |
| 2015   | Meisterschaft nicht ausgetragen. | Meisterschaft nicht ausgetragen. | Meisterschaft nicht ausgetragen.                                                                       |       |
| 2016   | Meisterschaft nicht ausgetragen. | Meisterschaft nicht ausgetragen. | Meisterschaft nicht ausgetragen.                                                                       |       |
| 2017   | Foz Cataratas FC                 | Toledo EC                        | Kamila Chaves (Foz Cataratas FC; 6) Larissa Rocha (Foz Cataratas FC; 6) Thaynara (Foz Cataratas FC; 6) |       |
| 2018   | Foz Cataratas FC                 | Toledo EC                        | Hilda Izquierdo (Foz Cataratas FC; 11)                                                                 |       |
| 2019   | Foz Cataratas FC                 | Toledo EC                        | Ketlin Rayne (Toledo EC; 8)                                                                            |       |
| 2020   | Athletico Paranaense             | Imperial FC                      | Sabrina (Athletico Paranaense; 2)                                                                      | [ 1 ] |
| 2021   | Athletico Paranaense             | Toledo EC                        | Kim Campos (Athletico Paranaense; 6)                                                                   |       |
| 2022   | Athletico Paranaense             | Toledo EC                        | Maiara Fraga (Athletico Paranaense; 10) Tosti (Athletico Paranaense; 10)                               |       |
| 2023   | Athletico Paranaense             | Coritiba FC                      | Isa Cardoso (Athletico Paranaense; 6)                                                                  | [ 2 ] |
| 2024   | Athletico Paranaense             | Coritiba FC                      | Jaielly (Athletico Paranaense; 7)                                                                      | [ 3 ] |